# Can Serra (Cardedeu)
Can Serra és un edifici a la vila de Cardedeu (Vallès Oriental) protegit com a bé cultural d'interès local. Edifici aïllat, amb gran pati exterior, coberta a dues vessants i planta baixa, pis i un petit terrabastall. L'estructura de la planta és rectangular, té una façana de capçalera, actualment arrebossada. Conserva un gran portal i un balcó amb arc escarser i motllures, té diverses finestres de llinda plana als laterals i a la part posterior.Aquest edifici va ser construït com a habitatge l'any 1780 per Miquel Serra després d'edificar les cases del carrer d'en Serra, que està dibuixat en el planell de 1777 amb la inscripció "Calle que se va construyendo". Ara aquest és el carrer de Sant Miquel. La casa serveix d'escola des de l'any 1870, quan va passar a ser propietat de l'ajuntament gràcies a la desamortització. Des de llavors ha sofert diverses reformes. La façana havia estat decorada en altres temps amb esgrafiats. L'any 1956 es van acabar les últimes obres de renovació. L'escola consta de 9 aules.